# 6799 Citfiftythree
A 6799 Citfiftythree (ideiglenes jelöléssel 1993 KM) a Naprendszer kisbolygóövében található aszteroida. Eleanor F. Helin fedezte fel 1993. május 17-én.